# Peter Schopfer
Peter Schopfer (* 19. Dezember 1938 in Stuttgart) ist ein deutscher Botaniker mit dem Forschungsschwerpunkt Pflanzenphysiologie.
Schopfer studierte ab 1958 an der Technischen Hochschule Stuttgart, in Innsbruck, Tübingen und Freiburg Biologie, Chemie, Geographie und Philosophie. Seit Beginn seines Studiums gehört er der Burschenschaft Hilaritas Stuttgart an. Er wurde bei Hans Mohr 1966 in Freiburg promoviert und war als Post-Doktorand am Brookhaven National Laboratory bei H. W. Siegelmann. 1971 habilitierte er in Freiburg, wurde 1976 wissenschaftlicher Rat und – bis zu seiner Emeritierung 2004 – Professor.
Peter Schopfer untersuchte die Mechanismen der Phytochrom-Wirkung, lichtempfindliche Pflanzenenzyme und die Wirkung von Licht auf Pflanzenhormone. Auch die Veränderung von Zellprozessen von durch Licht erzeugte Radikale waren seine Forschungsthemen.
Er ist Ehrenmitglied der Deutschen Botanischen Gesellschaft.  2002 wurde er Mitglied der Leopoldina.

## Schriften
- mit Axel Brennicke: Pflanzenphysiologie, 7. Auflage, Spektrum Akademischer Verlag 2010 (Neuausgabe des ursprünglich mit Hans Mohr verfassten Lehrbuchs, 3. Auflage Springer 1978)
- mit Hans Mohr: Plant Physiology, Springer 1995
- Experimentelle Pflanzenphysiologie, 2 Bände, Springer 1986, 1989
- Experimente zur Pflanzenphysiologie. Eine Einführung, Rombach 1970, Springer 1976